# 皮西亚斯陨石坑
皮西亚斯陨石坑（Pytheas）是位于月球正面雨海南部一座年轻的小撞击坑，约形成于11亿年前的哥白尼纪，其名称取自古希腊商人、地理学家暨探险家皮西亚斯（约公元前380年-公元前310年），1935年被国际天文学联合会正式接受。

## 描述

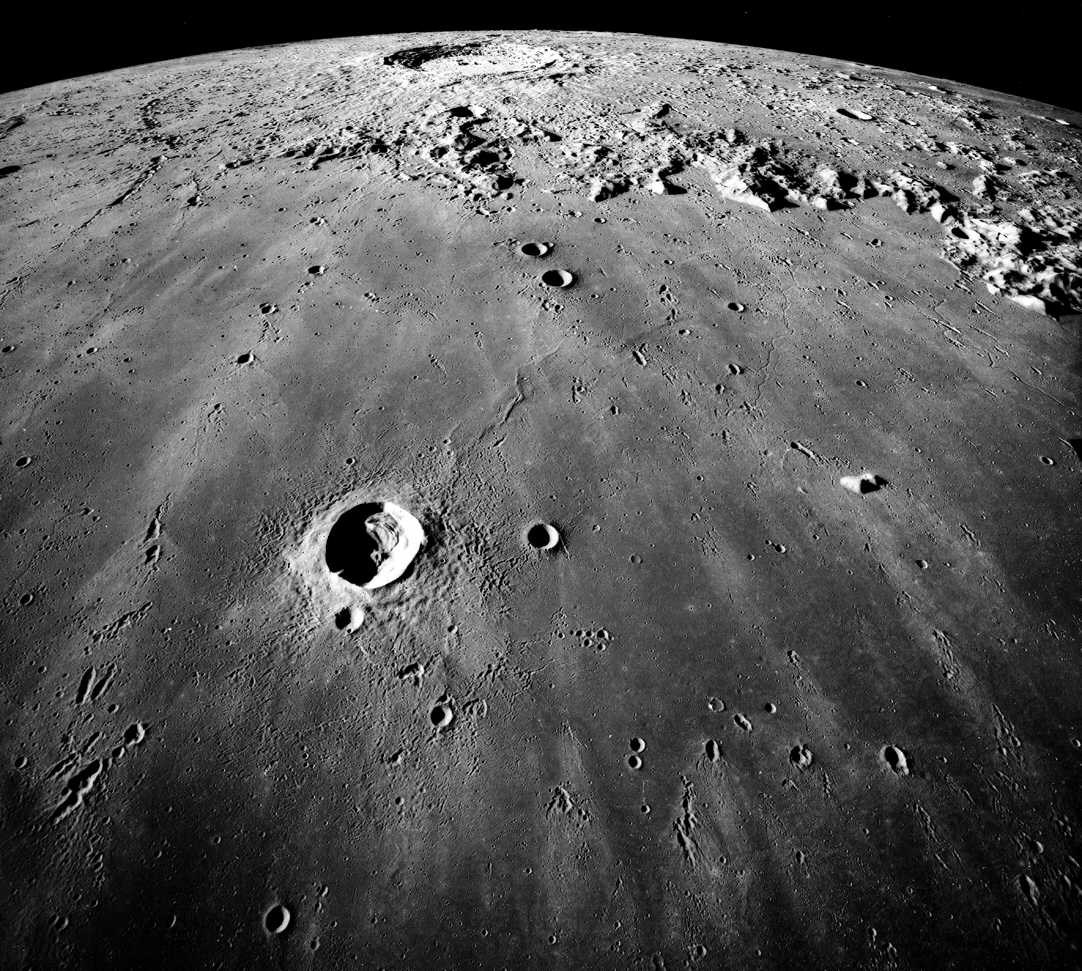
阿波罗17号拍摄的皮西亚斯陨石坑（左下方）和哥白尼环形山（顶部），美国宇航局图片。

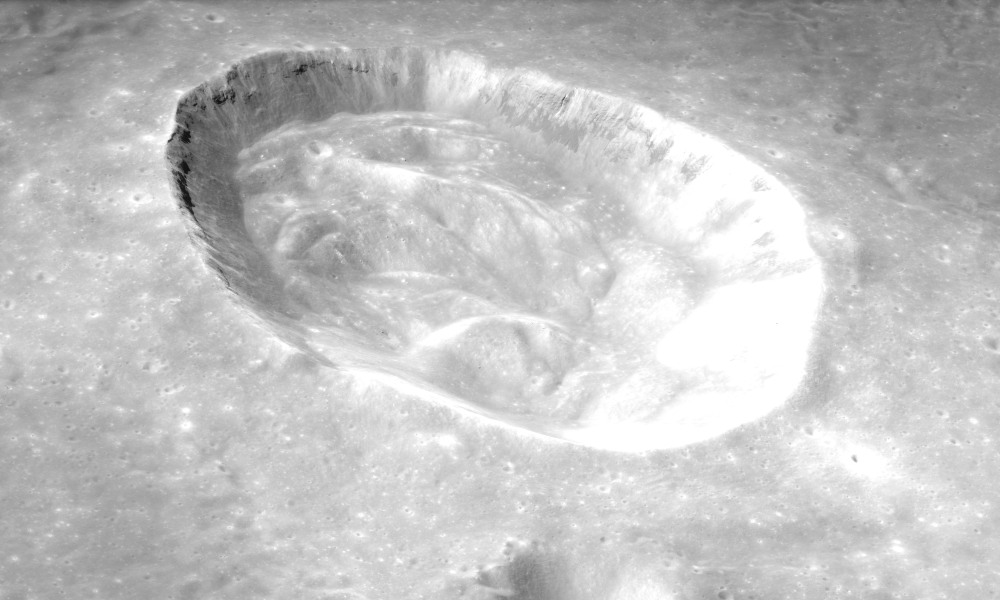
阿波罗15号拍摄的南向斜视图

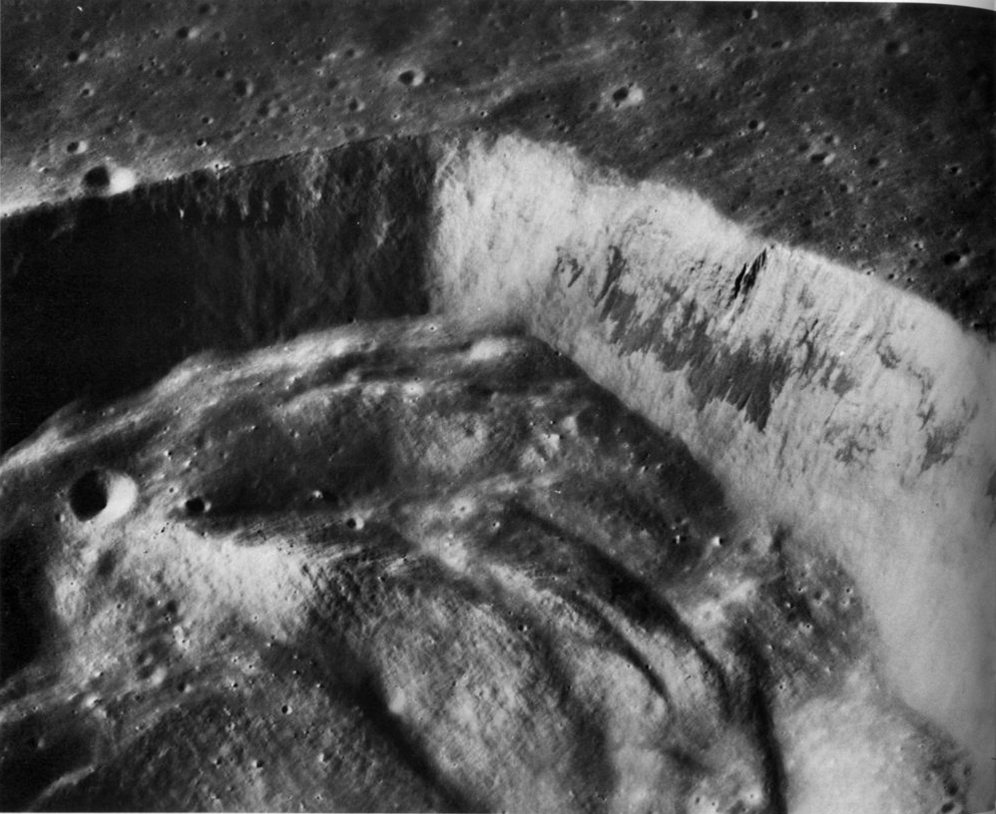
阿波罗17号拍摄的皮西亚斯陨石坑南侧坑壁特写

该陨坑西北偏西及北面分别毗邻欧拉陨石坑和朗伯陨石坑、东北和东南分别坐落了年轻的梯摩恰里斯陨石坑和厄拉多塞陨石坑，已磨损的盖-吕萨克陨坑位于它的南面，西南则横亘了较大的托·迈耶环形山。在皮西亚斯陨石坑的西南和东南偏东方分别绵延着嶙峋逶迤的喀尔巴仟山脉和亚平宁山脉。该陨坑中心月面坐标为20°34′N 20°35′W / 20.57°N 20.59°W，直径18.81公里，深约1.74公里。
皮西亚斯陨石坑可能形成于一次斜向的撞击（大约15°），外观轮廓略似多边形状，带有一圈起伏的外侧壁，坑壁壁沿尖峭，几乎未受到任何明显的侵蚀，沿内壁面分布有一些阶坡状结构(尤其是西侧部分)，北侧坑壁外坐落了一座小陨坑，西侧约20公里处还分布有另一座类似的撞击坑。沿东北侧连接了一座醒目的小撞击坑。它的坑壁最大高出周边地形表面760米，内部容积约有240立方千米。坑底表面崎岖不平，分布有因岩壁坍塌或回落的喷出物所形成岩屑堆。
皮西亚斯陨石坑已被月球和行星观测协会列入《内侧壁带有深色辐射纹的撞击坑列表》（它的射纹系统从坑底中心向西北延伸近50公里）以及《内侧壁带有深色辐射纹的撞击坑列表》。此外，它还是月食期间曾被记录到表面温度异常的陨坑之一，这主要是该类月坑的地质龄较短，表面尚未形成能产生隔热作用的表岩屑覆盖层所致。
环陨坑周边的月海表面散布有来自南面哥白尼环形山的明亮射纹束。

## 卫星陨石坑
按惯例，最靠近皮西亚斯陨石坑的卫星坑在月图上以字母标注在该坑中心点的旁边。

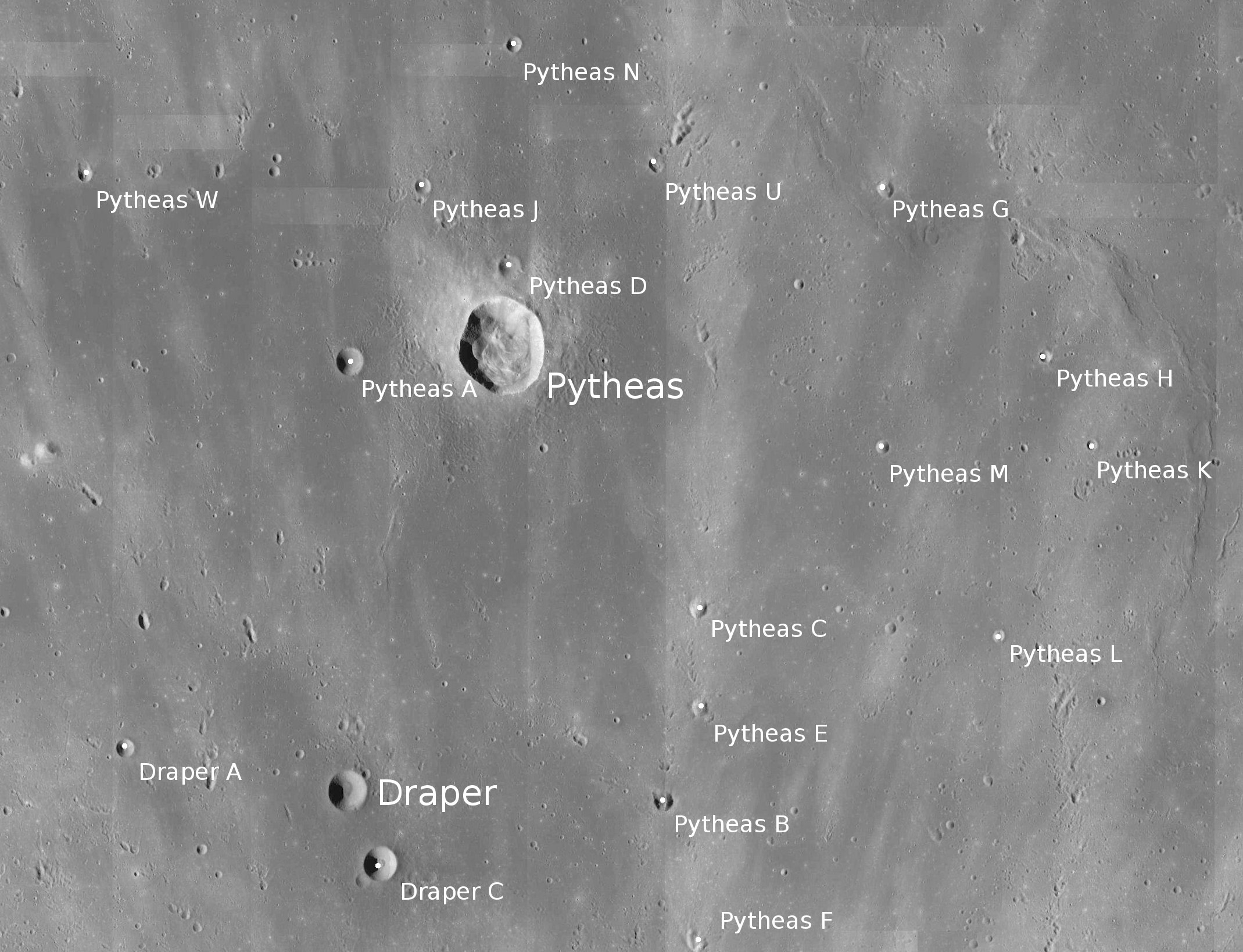
月球勘测轨道飞行器拍摄

| 皮西亚斯 | 月面坐标                          | 直径,公里 |
| -------- | --------------------------------- | --------- |
| A        | 20°28′N 21°44′W / 20.47°N 21.74°W | 5.7       |
| B        | 17°30′N 19°23′W / 17.5°N 19.39°W  | 4.2       |
| C        | 18°49′N 19°08′W / 18.81°N 19.13°W | 3.8       |
| D        | 21°05′N 20°32′W / 21.09°N 20.54°W | 4.8       |
| E        | 18°08′N 19°07′W / 18.14°N 19.12°W | 3.6       |
| F        | 16°33′N 19°08′W / 16.55°N 19.14°W | 3.9       |
| G        | 21°37′N 17°44′W / 21.62°N 17.73°W | 3,5       |
| H        | 20°30′N 16°32′W / 20.5°N 16.53°W  | 2.6       |
| J        | 21°38′N 21°11′W / 21.63°N 21.19°W | 3.5       |
| K        | 19°55′N 16°11′W / 19.91°N 16.18°W | 2.3       |
| L        | 18°37′N 16°53′W / 18.62°N 16.89°W | 2.6       |
| M        | 19°54′N 17°46′W / 19.9°N 17.76°W  | 2.9       |
| N        | 22°34′N 20°30′W / 22.57°N 20.5°W  | 3.1       |
| U        | 21°47′N 19°27′W / 21.78°N 19.45°W | 2.9       |
| W        | 21°43′N 23°43′W / 21.71°N 23.71°W | 2.8       |

## 另请参阅
- Andersson, L. E.; Whitaker, E. A.  (PDF). NASA RP-1097. 1982. （原始内容 (PDF)存档于2014-10-06）.
- Blue, Jennifer. . USGS. July 25, 2007  [2016-02-09]. （原始内容存档于2019-08-05）.
- Bussey, B.; Spudis, P. . New York: Cambridge University Press. 2004. ISBN 978-0-521-81528-4.
- Cocks, Elijah E.; Cocks, Josiah C. . Tudor Publishers. 1995. ISBN 978-0-936389-27-1.
- McDowell, Jonathan. . Jonathan's Space Report. July 15, 2007  [2007-10-24]. （原始内容存档于2012-05-26）.
- Menzel, D. H.; Minnaert, M.; Levin, B.; Dollfus, A.; Bell, B. . Space Science Reviews. 1971, 12 (2): 136–186. Bibcode:1971SSRv...12..136M. doi:10.1007/BF00171763.
- Moore, Patrick. . Sterling Publishing Co. 2001. ISBN 978-0-304-35469-6.
- Price, Fred W. . Cambridge University Press. 1988. ISBN 978-0-521-33500-3.
- Rükl, Antonín. . Kalmbach Books. 1990. ISBN 978-0-913135-17-4.
- Webb, Rev. T. W.  6th revised. Dover. 1962. ISBN 978-0-486-20917-3.
- Whitaker, Ewen A. . Cambridge University Press. 2003. ISBN 978-0-521-54414-6.
- Wlasuk, Peter T. . Springer Science & Business Media. 2000. ISBN 978-1-852-33193-1.